# Viktor Gyökeres
Viktor Einar Gyökeres (Stoccolma, 4 giugno 1998) è un calciatore svedese, attaccante dell'Arsenal e della nazionale svedese.

## Biografia
Nativo di Stoccolma, capitale della Svezia, e cresciuto in una famiglia di atleti (suo padre Mikael era un calciatore professionista, mentre sua madre Katarina era una giocatrice di pallamano), è di origine ungherese da parte del padre.

## Caratteristiche tecniche
Centravanti puro, ad inizio carriera è stato spesso impiegato come esterno sinistro. Nonostante la sua imponente statura è dotato di grande tecnica e velocità. Molto forte nelle palle aeree sui calci piazzati, spesso trova la via del gol proprio su colpo di testa. Ambidestro, fa della finalizzazione una delle sue migliori doti, con un tiro particolarmente potente e preciso.
Soprannominato il Vichingo, il Cannibale o anche il Cavaliere Mascherato (per cui è celebre la sua esultanza della maschera, che cita Bane, villain di Batman), ha dichiarato di ispirarsi al suo idolo e connazionale Zlatan Ibrahimović.

## Carriera

### Club

#### Gli inizi al Brommapojkarna
Dopo essere cresciuto fino all'età di 15 anni nella piccola squadra di quartiere dell'IFK Aspudden-Tellus, Gyökeres è entrato a far parte del settore giovanile del Brommapojkarna, uno dei vivai più fiorenti del calcio svedese e scandinavo. Debutta in prima squadra nel 2015 quando, diciassettenne, colleziona le prime 8 presenze in un campionato che a fine anno vede i rossoneri retrocedere dalla seconda alla terza serie nazionale. Le sue reti si rivelano però preziose nelle due stagioni seguenti: nel 2016 segna infatti 7 gol in 19 presenze contribuendo alla risalita nel campionato di Superettan, mentre un anno dopo, con 13 gol in 29 presenze nel corso della Superettan 2017, spinge il Brommapojkarna alla promozione nella massima serie svedese.

#### Brighton e vari prestiti

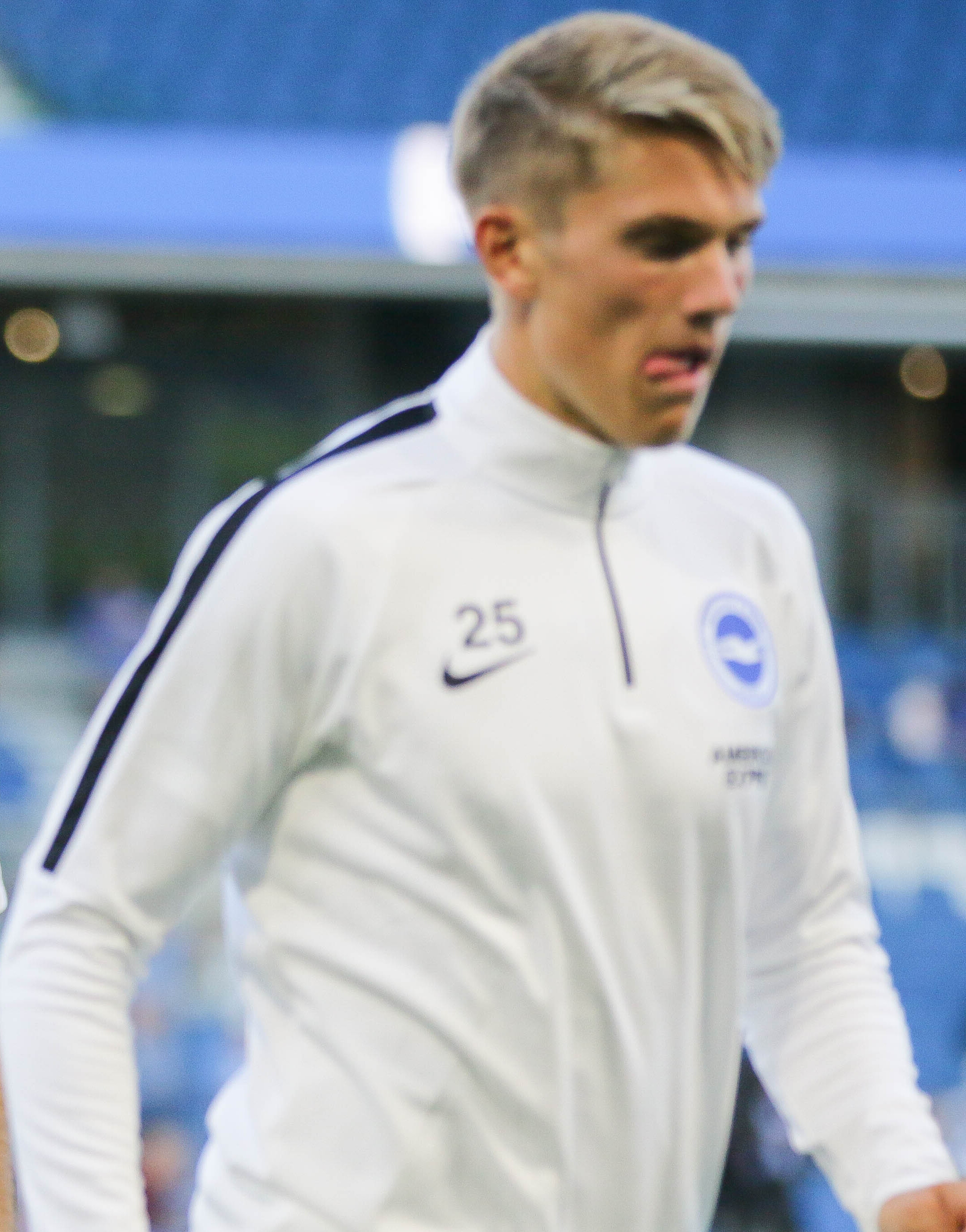
Gyökeres in riscaldamento con il nel 2018

Il 6 settembre 2017 viene comunicato l'acquisto dal 1º gennaio 2018, da parte del Brighton, militante in Premier League. Viene aggregato con la seconda squadra dove realizza 15 reti in trentuno partite. Nel frattempo, rinnova con gli Albions il 29 aprile 2019 fino al 2022. Esordisce in prima squadra il 28 agosto successivo, nel secondo turno di EFL Cup giocando tutta la gara contro il Southampton (0-1).
Nel 2019, l'allora DS del Cosenza, Stefano Trinchera, chiuse l'operazione che avrebbe portato Viktor Gyökeres in Serie B; tuttavia, l'affare saltò a causa del cambio procuratore del bomber svedese.
Non trovando spazio nella sua prima stagione a Brighton, senza neanche una presenza in campionato, il 25 luglio 2019 viene ceduto in prestito annuale al St. Pauli, in 2.Bundesliga. Debutta con i tedeschi quattro giorni dopo, nella sfida nel esterna di campionato contro l'Arminia Bielefeld (1-1). Segna la sua prima rete due mesi più tardi nella vittoria casalinga per 2-0 contro il Sandhausen. Chiude la stagione con 28 presenze complessive e 7 reti.
Tornato alla base, il 17 settembre 2020 segna la sua prima, ed unica, rete con il Brighton nella vittoria per 4-0 nel secondo turno di EFL Cup contro il Portsmouth.
Il 2 ottobre successivo, viene ufficializzato il suo passaggio in prestito allo Swansea City, militante in Championship. Debutta con i gallesi il giorno seguente, nella vittoria per 2-1 di campionato contro il Millwall. Segna la sua unica rete il 9 gennaio 2021, nella vittoria nel terzo turno di FA Cup contro lo Stevenage (2-0).

#### Coventry City
Il 15 gennaio 2021 viene ufficializzato il suo passaggio in prestito al Coventry City. Debutta quattro giorni più tardi nella sconfitta esterna per 3-0 contro il Reading. Nella gara seguente del 27 gennaio, segna la sua prima rete nella vittoria casalinga contro lo Sheffield Weds (2-0). Chiude l'annata con 34 presenze totali, nelle tre squadre, e 5 reti. Il 9 luglio 2021 viene acquistato a titolo definitivo dal Coventry, firmando un contratto triennale. Nella stagione successiva riesce a trovare il gol con regolarità, totalizzando 18 sigilli in 47 presenze. Nella stagione seguente si migliora ancora, trascinando il Coventry in finale dei play-off di Championship, con le sue 21 reti che lo fanno chiudere secondo nella classifica marcatori, dove segna nella ai tiri di rigore ma la squadra perde la partita contro il Luton Town.

#### Sporting Lisbona
Il 13 luglio 2023 viene comunicato il suo trasferimento allo Sporting Lisbona, nella Primeira Liga, per 20 milioni di euro, diventando l'acquisto più costoso della storia del club, con il quale firma un contratto fino al 2028 con una clausola di 100 milioni. Debutta con i portoghesi il 12 agosto successivo, nella vittoria casalinga per 3-2 contro il Vizela nella quale sigla subito una doppietta. Il 21 settembre debutta nelle competizioni europee, nella vittoria esterna contro lo Sturm Graz per 1-2 siglando una rete. Il 2 novembre successivo, realizza la sua prima tripletta nella gara di Taça da Liga contro la Farense (4-2). Con la maglia dello Sporting si distingue come uno dei migliori attaccanti europei della stagione, concludendo l'annata con l'impressionante bottino di 43 reti e 15 assist in 50 partite, vincendo anche la Bola de Prata, divenendo il capocannoniere del campionato portoghese con 29 marcature.
Il 16 dicembre viene premiato come Guldbollen (calciatore svedese dell'anno) in relazione alla precedente stagione.
L'attaccante svedese viene confermato come punta di riferimento anche nella seconda stagione in Portogallo confermandosi come capocannoniere del campionato con 39 reti realizzate in 33 partite, numeri che hanno contribuito alla vittoria del 21º titolo nazionale per i capitolini, il secondo consecutivo. Il 17 settembre 2024, all'esordio in UEFA Champions League va subito a segno nel successo per 2-0 contro il Lilla. Il 5 novembre 2024 realizza la sua prima tripletta nelle Competizioni UEFA per club, nella partita di Champions League vinta per 4-1 contro il Manchester City. Chiude la sua esperienza a Lisbona con i mostruosi numeri di 97 gol e 22 assist in 102 partite.

#### Arsenal
Il 26 luglio 2025 torna nuovamente in Inghilterra, venendo acquistato per 63,5 milioni di euro + 10 di bonus dall'Arsenal, con cui ha firmato un contratto quinquennale, scegliendo d'indossare la prestigiosa maglia numero 14 di Thierry Henry. Debutta con i Gunners il 17 agosto seguente, nella prima giornata di campionato vinta 1-0 contro il Manchester Utd.

### Nazionale

#### Nazionali giovanili
Nel 2017 gioca con la Svezia under 19 l'Europeo di categoria, dove gli svedesi vengono eliminati nella fase a gironi dopo il 2-2 contro il Portogallo e le sconfitte per 2-1 sia contro la Rep. Ceca che contro la Georgia. Gyökeres segna una rete in ciascuna delle tre partite.

#### Nazionale maggiore
L'8 gennaio 2019 ha esordito con in nazionale maggiore, disputando una partita amichevole contro la Finlandia a Doha. Nell'amichevole successiva, l'11 gennaio, segna la sua prima rete con la maglia della Svezia, pareggiando per 2-2 contro l'Islanda. Il suo primo gol in una vittoria in nazionale avviene il 27 marzo 2023 vincendo per 5-0 contro l'Azerbaigian. Nelle qualificazioni al campionato d'Europa 2024 segna 3 gol in 8 partite, che però non bastano per portare la Svezia all'Europeo in Germania. Il 19 novembre 2024, nel match di UEFA Nations League, disputato sempre contro l'Azerbaigian, ha realizzato quattro reti.

## Statistiche
Tra club, nazionale maggiore e nazionali giovanili, Gyökeres ha collezionato 391 partite segnando 203 reti, alla media di 0.52 reti a partita.

### Presenze e reti nei club
Statistiche aggiornate al 26 luglio 2025.
| Stagione                | Club                    | Campionato              | Campionato | Campionato | Coppe nazionali | Coppe nazionali | Coppe nazionali | Coppe continentali | Coppe continentali | Coppe continentali | Altre coppe | Altre coppe | Altre coppe | Totale | Totale |
| Stagione                | Club                    | Comp                    | Pres       | Reti       | Comp            | Pres            | Reti            | Comp               | Pres               | Reti               | Comp        | Pres        | Reti        | Pres   | Reti   |
| ----------------------- | ----------------------- | ----------------------- | ---------- | ---------- | --------------- | --------------- | --------------- | ------------------ | ------------------ | ------------------ | ----------- | ----------- | ----------- | ------ | ------ |
| 2015                    | Brommapojkarna          | S                       | 8          | 0          | SC              | 4               | 3               | -                  | -                  | -                  | -           | -           | -           | 12     | 3      |
| 2016                    | Brommapojkarna          | D1                      | 19         | 7          | SC              | 6               | 2               | -                  | -                  | -                  | -           | -           | -           | 25     | 9      |
| 2017                    | Brommapojkarna          | S                       | 29         | 13         | SC              | 1               | 0               | -                  | -                  | -                  | -           | -           | -           | 30     | 13     |
| Totale Brommapojkarna   | Totale Brommapojkarna   | Totale Brommapojkarna   | 56         | 20         |                 | 11              | 5               |                    | -                  | -                  |             | -           | -           | 67     | 25     |
| 2018-2019               | Brighton & Hove U-21    |                         | -          | -          |                 | -               |                 | -                  | -                  | -                  | EFL         | 3           | 0           | 3      | 0      |
| 2018-2019               | Brighton                | PL                      | 0          | 0          | FACup+CdL       | 4+1             | 0+0             | -                  | -                  | -                  | -           | -           | -           | 5      | 0      |
| 2019-2020               | St. Pauli               | 2.BL                    | 26         | 7          | CG              | 2               | 0               | -                  | -                  | -                  | -           | -           | -           | 28     | 7      |
| sett.-ott. 2020         | Brighton                | PL                      | 0          | 0          | FACup+CdL       | 0+3             | 0+1             | -                  | -                  | -                  | -           | -           | -           | 3      | 1      |
| Totale Brighton         | Totale Brighton         | Totale Brighton         | 0          | 0          |                 | 8               | 1               |                    | -                  | -                  |             | -           | -           | 8      | 1      |
| ott. 2020-gen. 2021     | Swansea City            | FLC                     | 11         | 0          | FACup+CdL       | 1+0             | 1+0             | -                  | -                  | -                  | -           | -           | -           | 12     | 1      |
| gen.-giu. 2021          | Coventry City           | FLC                     | 19         | 3          | FACup+CdL       | 0               | 0               | -                  | -                  | -                  | -           | -           | -           | 19     | 3      |
| 2021-2022               | Coventry City           | FLC                     | 45         | 17         | FACup+CdL       | 2+0             | 1+0             | -                  | -                  | -                  | -           | -           | -           | 47     | 18     |
| 2022-2023               | Coventry City           | FLC                     | 46         | 21         | FACup+CdL       | 1+0             | 1+0             | -                  | -                  | -                  | -           | -           | -           | 50     | 22     |
| Totale Coventry City    | Totale Coventry City    | Totale Coventry City    | 110+3      | 41+0       |                 | 3               | 2               |                    | -                  | -                  |             | -           | -           | 116    | 43     |
| 2023-2024               | Sporting Lisbona        | PL                      | 33         | 29         | CP+CdL          | 6+2             | 6+3             | UEL                | 9                  | 5                  | -           | -           | -           | 50     | 43     |
| 2024-2025               | Sporting Lisbona        | PL                      | 33         | 39         | CP+CdL          | 7+3             | 5+4             | UCL                | 8                  | 6                  | SP          | 1           | 0           | 52     | 54     |
| Totale Sporting Lisbona | Totale Sporting Lisbona | Totale Sporting Lisbona | 66         | 68         |                 | 18              | 18              |                    | 17                 | 11                 |             | 1           | 0           | 102    | 97     |
| 2025-2026               | Arsenal                 | PL                      | 1          | 0          | FACup+CdL       | 0+0             | 0               | UCL                | 0                  | 0                  | -           | -           | -           | 1      | 0      |
| Totale carriera         | Totale carriera         | Totale carriera         | 270+3      | 136+0      |                 | 43              | 27              |                    | 17                 | 11                 |             | 4           | 0           | 337    | 174    |

### Cronologia presenze e reti in nazionale
| Cronologia completa delle presenze e delle reti in nazionale ― Svezia | Cronologia completa delle presenze e delle reti in nazionale ― Svezia | Cronologia completa delle presenze e delle reti in nazionale ― Svezia | Cronologia completa delle presenze e delle reti in nazionale ― Svezia | Cronologia completa delle presenze e delle reti in nazionale ― Svezia | Cronologia completa delle presenze e delle reti in nazionale ― Svezia | Cronologia completa delle presenze e delle reti in nazionale ― Svezia | Cronologia completa delle presenze e delle reti in nazionale ― Svezia |
| Data                                                                  | Città                                                                 | In casa                                                               | Risultato                                                             | Ospiti                                                                | Competizione                                                          | Reti                                                                  | Note                                                                  |
| --------------------------------------------------------------------- | --------------------------------------------------------------------- | --------------------------------------------------------------------- | --------------------------------------------------------------------- | --------------------------------------------------------------------- | --------------------------------------------------------------------- | --------------------------------------------------------------------- | --------------------------------------------------------------------- |
| 8-1-2019                                                              | Doha                                                                  | Svezia                                                                | 3 – 0                                                                 | Finlandia                                                             | Amichevole                                                            | -                                                                     | 63’                                                                   |
| 11-1-2019                                                             | Doha                                                                  | Svezia                                                                | 2 – 2                                                                 | Islanda                                                               | Amichevole                                                            | 1                                                                     |                                                                       |
| 9-10-2021                                                             | Stoccolma                                                             | Svezia                                                                | 3 – 0                                                                 | Kosovo                                                                | Qual. Mondiali 2022                                                   | -                                                                     | 90’                                                                   |
| 12-10-2021                                                            | Stoccolma                                                             | Svezia                                                                | 2 – 0                                                                 | Grecia                                                                | Qual. Mondiali 2022                                                   | -                                                                     | 87’                                                                   |
| 5-6-2022                                                              | Stoccolma                                                             | Svezia                                                                | 1 – 2                                                                 | Norvegia                                                              | UEFA Nations League 2022-2023 - 1º turno                              | -                                                                     | 65’                                                                   |
| 9-6-2022                                                              | Stoccolma                                                             | Svezia                                                                | 0 – 1                                                                 | Serbia                                                                | UEFA Nations League 2022-2023 - 1º turno                              | -                                                                     | 86’                                                                   |
| 12-6-2022                                                             | Oslo                                                                  | Norvegia                                                              | 3 – 2                                                                 | Svezia                                                                | UEFA Nations League 2022-2023 - 1º turno                              | 1                                                                     | 58’                                                                   |
| 24-9-2022                                                             | Belgrado                                                              | Serbia                                                                | 4 – 1                                                                 | Svezia                                                                | UEFA Nations League 2022-2023 - 1º turno                              | -                                                                     | 64’                                                                   |
| 27-9-2022                                                             | Stoccolma                                                             | Svezia                                                                | 1 – 1                                                                 | Slovenia                                                              | UEFA Nations League 2022-2023 - 1º turno                              | -                                                                     | 70’                                                                   |
| 16-11-2022                                                            | Gerona                                                                | Messico                                                               | 1 – 2                                                                 | Svezia                                                                | Amichevole                                                            | -                                                                     | 69’                                                                   |
| 19-11-2022                                                            | Malmö                                                                 | Svezia                                                                | 2 – 0                                                                 | Algeria                                                               | Amichevole                                                            | -                                                                     | 84’                                                                   |
| 24-3-2023                                                             | Göteborg                                                              | Svezia                                                                | 0 – 3                                                                 | Belgio                                                                | Qual. Euro 2024                                                       | -                                                                     | 64’                                                                   |
| 27-3-2023                                                             | Göteborg                                                              | Svezia                                                                | 5 – 0                                                                 | Azerbaigian                                                           | Qual. Euro 2024                                                       | 1                                                                     | 24’ 87’                                                               |
| 20-6-2023                                                             | Vienna                                                                | Austria                                                               | 2 – 0                                                                 | Svezia                                                                | Qual. Euro 2024                                                       | -                                                                     | 76’                                                                   |
| 9-9-2023                                                              | Tallinn                                                               | Estonia                                                               | 0 – 5                                                                 | Svezia                                                                | Qual. Euro 2024                                                       | 1                                                                     | 64’                                                                   |
| 12-9-2023                                                             | Solna                                                                 | Svezia                                                                | 1 – 3                                                                 | Austria                                                               | Qual. Euro 2024                                                       | -                                                                     |                                                                       |
| 16-10-2023                                                            | Bruxelles                                                             | Belgio                                                                | 1 – 1                                                                 | Svezia                                                                | Qual. Euro 2024                                                       | 1                                                                     |                                                                       |
| 16-11-2023                                                            | Baku                                                                  | Azerbaigian                                                           | 3 – 0                                                                 | Svezia                                                                | Qual. Euro 2024                                                       | -                                                                     |                                                                       |
| 19-11-2023                                                            | Solna                                                                 | Svezia                                                                | 2 – 0                                                                 | Estonia                                                               | Qual. Euro 2024                                                       | -                                                                     |                                                                       |
| 21-3-2024                                                             | Guimaraes                                                             | Portogallo                                                            | 5 – 2                                                                 | Svezia                                                                | Amichevole                                                            | 1                                                                     | 70’                                                                   |
| 5-9-2024                                                              | Baku                                                                  | Azerbaigian                                                           | 1 – 3                                                                 | Svezia                                                                | UEFA Nations League 2024-2025 - 1º turno                              | 1                                                                     |                                                                       |
| 8-9-2024                                                              | Solna                                                                 | Svezia                                                                | 3 – 0                                                                 | Estonia                                                               | UEFA Nations League 2024-2025 - 1º turno                              | 2                                                                     | 79’                                                                   |
| 11-10-2024                                                            | Bratislava                                                            | Slovacchia                                                            | 2 – 2                                                                 | Svezia                                                                | UEFA Nations League 2024-2025 - 1º turno                              | -                                                                     |                                                                       |
| 14-10-2024                                                            | Tallinn                                                               | Estonia                                                               | 0 – 3                                                                 | Svezia                                                                | UEFA Nations League 2024-2025 - 1º turno                              | 1                                                                     |                                                                       |
| 16-11-2024                                                            | Solna                                                                 | Svezia                                                                | 2 – 1                                                                 | Slovacchia                                                            | UEFA Nations League 2024-2025 - 1º turno                              | 1                                                                     |                                                                       |
| 19-11-2024                                                            | Solna                                                                 | Svezia                                                                | 6 – 0                                                                 | Azerbaigian                                                           | UEFA Nations League 2024-2025 - 1º turno                              | 4                                                                     | 89’                                                                   |
| Totale                                                                |                                                                       | Presenze                                                              | 26                                                                    |                                                                       | Reti                                                                  | 15                                                                    |                                                                       |

## Palmarès

### Club
- Superettan: 1

Brommapojkarna: 2017
- Campionato portoghese: 2

Sporting Lisbona: 2023-2024, 2024-2025
- Coppa del Portogallo: 1

Sporting Lisbona: 2024-2025

### Individuale
- Capocannoniere del campionato portoghese: 2

2023-2024 (29 reti), 2024-2025 (39 reti)
- Guldbollen: 1

2024
- Miglior marcatore di massima divisione dell'anno IFFHS: 1

2024
- Miglior marcatore dell'anno solare IFFHS: 1

2024
- Capocannoniere della Coppa di Lega portoghese: 1

2024-2025 (4 reti)
- Capocannoniere della UEFA Nations League: 1

2024-2025 (9 reti)